# Mal nosso
Mal nosso è un film brasiliano di genere horror, opera prima del regista e sceneggiatore Samuel Galli.

## Trama
Arthur si connette al deep web con il proposito di trovare un sicario disposto a uccidere per soldi. Dopo essersi imbattuto in Charles, il quale ha documentato alcuni suoi brutali omicidi con dei video, l'uomo lo contatta e si mette d'accordo con lui sul da farsi. I due si incontrano in un locale dove, dopo un'attenta perquisizione, Charles si fa consegnare un lauto anticipo per poi ascoltare le istruzioni di Arthur sull'omicidio da compiere e il modo per ottenere il resto del denaro: tutte le informazioni sono del resto incluse in una penna USB che l'uomo gli consegna. In tale frangente, l'assassino rivela di fare questo lavoro non solo per i soldi ma perché "odia le persone". Dopo che Arthur ha abbandonato il locale, Charles usa il denaro per pagare due ragazze affinché si prostituiscano con lui: le due sono una coppia lesbo che cerca in questo modo di sopravvivere. Una volta accalappiate le ragazze, Charles le uccide barbaramente.
Il giorno successivo, Arthur festeggia con sua figlia Michele il ventesimo compleanno della ragazza, la quale gli comunica proprio in questa occasione la scelta di studiare medicina. Poco prima delle 12 di mattina, orario in cui la ragazza nacque 20 anni prima, Charles uccide lei e Arthur con un fucile, assassinandoli sul colpo: questo era quanto richiesto da Arthur. Completata l'opera, Charles inizia a visionare un video in cui l'uomo spiega il motivo della richiesta prima di comunicargli la password del conto da cui potrà accedere alla restante parte del compenso. Nel video, Arthur ripercorre la sua vita partendo da quando da ragazzo si rese conto di poter comunicare coi defunti. In procinto di suicidarsi, Arthur fu bloccato dallo spirito di un pagliaccio che gli apparve in sogno e lo indirizzò verso il modo corretto di usare il suo dono: ascoltare i morti e far sì che le persone che hanno fatto loro del male vengano punite dalla legge.
Anni dopo, Arthur si imbatte in una donna perseguitata da un demone: non riuscendo a salvare la donna, l'uomo prende in cura sua figlia Michele, decidendo di allevarla come se fosse sua. Arthur sa che molto probabilmente il demone che ha preso l'anima della madre di Michele tornerà a reclamare anche l'anima della figlia, tuttavia ciò non succede per quasi 20 anni, periodo in cui la ragazza fa una vita perfettamente normale. Poco prima del ventesimo compleanno, il pagliaccio riappare in sogno ad Arthur e gli rivela che il demone tornerà al compimento dei 20 anni della ragazza: l'unico modo per evitarlo è che muoia prima di allora. Poiché l'assassino della ragazza sarà tuttavia la nuova vittima designata dal demone, Arthur non avrebbe potuto farlo in prima persona ma avrebbe dovuto incaricare qualcun altro, scegliendo una persona cattiva che meritasse questa punizione.
Concluso il video, Arthur comunica a Charles la password del conto, ammonendolo tuttavia di come questo dato non gli sarebbe più servito a molto. In quel preciso istante, qualcuno suona il campanello di Charles: sebbene si tratti semplicemente del fattorino, l'uomo è comunque intimorito dal suo arrivo e gli chiude la porta in faccia senza aspettare che gli dia il suo resto. Il fattorino dunque ritorna per restituirgli tali soldi: ancora una volta nulla di insolito sembra accadere, tuttavia dopo pochi istanti l'assassino si ritrova al cospetto del demone arrivato per reclamare la sua anima.

## Produzione
Il film è stato girato nel corso del 2015 in un periodo di 25 giorni.

## Distribuzione
Il film è stato presentato in un'ampia serie di festival a livello internazionale, tra cui il britannico FrightFest, l'olandese But Film Festival e lo statunitense New York Horror Film Festival.

## Accoglienza
Sull'aggregatore Rotten Tomatoes il film riceve il 100% delle recensioni professionali positive con un voto medio di 6,5 su 10 basato su 6 critiche.